# George Steven Harvie-Watt
Sir George Steven Harvie-Watt, britanski general, * 1903, † 1989.